# 큐베
큐베(일본어: キュゥべえ)는 텔레비전 애니메이션《마법소녀 마도카☆마기카》에 등장한 캐릭터이다.
“마법의 사자”이며, 네발로 보행하는 동물의 형태를 하고 있다. 그 정체는 인큐베이터이다. 파우스트에서는 메피스토펠레스의 성향이다.
인터넷의 네티즌들에게서는 QB라고 불리며, 이모티콘으로 （◕‿‿◕）와 ／人◕ ‿‿ ◕人＼으로 나타낸다.

## 역할
다소 귀엽게 생긴 외모를 지닌 생물체. 하지만 어디에서 왔는지는 불명이고 그 정체와 목적 또한 알 수 없다. 인간소녀와 계약하여 마법소녀가 되어달라고 하는 대신에 소원 한가지를 들어준다. 기브엔테이크가 확실한 캐릭터 이면서도 사람의 단점이란 단점은 죄다 똘똘 뭉쳐진 캐릭터. 자신에게 질문을 하지 않으면 거기에 대한 대답은 하지 않는다. 후에 미키 사야카가 왜 얘기해주지 않았냐고 했을 때 큐베는 “물어보지 않았잖아.”라고 답을 했었다. 진실은 말해주지만, 자신의 행동이나 실체에 대해선 별다른 감정을 느끼지 못한다. 오히려 타인의 감성적인 부분을 이해하지 못하는 타입. 마법소녀들의 모든 비극을 우주적 차원에서, 굉장히 객관적으로 바라보기 때문에 마법소녀들의 반심을 사기도 한다. 결국 반역의 이야기에서는 타락한 아케미 호무라에 의해 능욕당하는 신세로 전락하고 만다.